# リチャード・バンドラー
リチャード・バンドラー（Richard Bandler 、1950年2月24日 - ）は、アメリカの近代心理学セラピスト。

## 人物
神経言語プログラミング(NLP)をジョン・グリンダーと共同開発した事で最もよく知られ、彼の概念と技能の収集は、人間挙動パターンを理解して変えることを目指している。また、彼はデザイン人間工学(DHE)と神経催眠再起パターン(NHR)として知られている他のシステムを開発した。

## 略歴
- 1973年：カリフォルニア大学サンタクルーズ校（UCSC）にて哲学・心理学の学士を修める。[1]
- 1975年：サンフランシスコのローンマウンテン大学にて心理学の修士を修める。[1]

## 神経言語プログラミング

### NLPの共同開発
バンドラーは近代自己啓発運動の重要な人物と考えられている。彼はかつて精神科医ロバート・スピッツァーに依頼され、家族療法家バージニア・サティアのセミナーの録音、記録を行っていた。彼はThe Gestalt Approach (1973)の編集についてもスピッツァーの手伝いをした。その本はゲシュタルト療法のフリッツ・パールズの手書き原稿をもとに作られたものである。彼はまたEyewitness to Therapyの原稿チェック補助も行っていた。 スピッツァーによると「バンドラーは、フリッツ・パールズのように話し、行動するようになった」とのことである。
バンドラーはカリフォルニア大学サンタクルーズ校の生徒だった際、ゲシュタルト療法のグループを指導していた。彼の講義を受けたジョン・グリンダーはバンドラーに「あなたが講義の中でしたほとんど全ての質問やコメントを自分が研究している言語学の変形文法で説明できる」と伝えた。それがきっかけで彼らはメタモデルと呼ばれるセラピーモデルを開発した。それが彼らの初著作となる『魔術の構造　第1巻』（1975）となったのである。
リチャード・バンドラーはグレゴリー・ベイトソンの家主であった。ベイトソンはグリンダーと同様にUCSCのクレスギ校で教鞭をとった後、サンタクルス山の近く、アルバロードのベンローモンド共同体に移っていた。ベイトソンはバンドラーの将来に深遠な影響を与えることになった。バンドラーとグリンダーにミルトン・エリクソンを紹介したのも彼であり、それらが神経言語プログラミングの基礎モデルの一部を形成した。
1975年、バンドラーは自身の出版会社Meta Publicationsを創設し、Patterns of the Hypnotic Techniques of Milton H. Erickson Volume I（1975）を出版した。バンドラーとグリンダーは、『魔術の構造　第2巻』（1976年）、Patterns of the Hypnotic Techniques of Milton H. Erickson Volume II (1977)バージニア・サティア自身との共著Changing With Families と続けざまに出版した。 
それ以来、バンドラーのキャリアは著者として、出版家として、スピーカーとして、コンサルタントとして、NLPやその関連分野の発展とプレゼンに集中している。受講生には自分の人生の改善を求めている者や、販売を向上させるなどビジネスに応用する者などもいる。

## コリン・クリステンセン殺人事件
ロサンジェルスタイムズ　1988年1月29日　「サイコセラピスト無罪　—　売春婦殺人　—　陪審評決」
http://articles.latimes.com/1988-01-29/news/mn-26470_1_psychotherapist-richard-bandler
＜以下ロサンジェルスタイムズ記事翻訳＞
サンダクルズ　ー　NLPと呼ばれる心理療法トレーニングの共同創始者は売春婦銃殺について木曜日に無罪と評決がおりた。心理療法士リチャード・バンドラーがコリン・クリステンセンの死に関与したとされる事件は、水曜日遅くに陪審により審議された。評決はわずか5時間半の審議の後に示された。検察はバンドラーがクリステンセンを殺害したと主張。しかしバンドラーは、ジェームズ・マリノがバンドラーの357口径マグナム銃でクリステンセンを殺したと証言した。ジェームズ・マリノは検察の主たる証人であるが、以前コカインのディーラーをしていたことを自ら認めている。バンドラーとマリノの両者は1986年11月、その女性の自宅にいた。
バンドラーとマリノは法廷で相反する証言をした。マリノは「バンドラーがクリステンセンに腹を立てていた。なぜなら彼女はバンドラーが同棲しているガールフレンドと同性愛の浮気をしており、また彼女は彼に金銭を借りていたからだ」と証言し、バンドラーは、「マリノはクリステンセンが彼を撃って殺そうとしていることを確信していた」と証言した。
判決が読まれた際、バンドラーは法廷にいなかった。判決が出た後、彼の弁護士ゲリー・シュワルツバッハは記者団に語った。「彼（バンドラー）は犯罪を犯していないと証明された。評決の素早さが検察側の陳述の質を物語っている。」　この事件を起訴した地方検事補ゲーリー・フライは「驚きそして失望した」と述べた。彼は「マリノは殺人を犯していないだろう」と言った。匿名を条件にある1人の陪審員は、バンドラーの罪には筋の通った疑いがある、と判断したと言った。他の陪審員は評決に関するコメントを控えた。
検察の重要な証人はマリノだった。マリノはかつて強盗のために18ヶ月サン・クエンティン州立刑務所に服役していた。バンドラーの事件の予備審問の後、マリノは数ヶ月姿を消し、11月2日の裁判の開始時に出廷しなかった。彼は逮捕状が発行された後、姿を現した。
バンドラー（37歳）とカリフォルニア大学、サンタクルズ校の前言語学教授ジョン・グリンダー／NLP共同創始者は、人がどのように潜在意識的で影響を与え合うのかを研究した、言語学と催眠療法の融合した技法で、1970年代初頭、国民の評判を得た。
バンドラーとグリンダーは、セラピストは患者の問題を素早く解決するために、NLPのテクニック＝患者の目の動き、話すパターン、ボディランゲージ、肌のトーンの変化、呼吸を観察する＝を使うことが出来るだろう、また催眠療法の技術は行動を再プログラムするために役立つだろうと主張した。バンドラーはこのテーマで13冊の本を書いた。
心理療法界ではやや物議があったものの、NLPは国民的な人気を得た。今では全米に数百名、セミナーを提供するNLPトレーナーが存在している。バンドラーの研究はまた、米軍とCIAの注目を集めた。
1980年、バンドラーグリンダーは、それぞれが自分自身のNLPのビジョンを追求するためにパートナーシップを解消した。
バンドラーは、1970年の終わりに彼がコカインユーザーになったことを証言した。彼がマリノに出会ったのはコカインを通してであり、マリノはドラッグの密売人で、クリステンセンは以前マリノの恋人だった。
＜翻訳以上＞

## 訴訟
1996年7月、バンドラーはグリンダーに対して訴訟を起こした。また1997年1月もグリンダーやカルメン・ボスティック、スティーブ・アンドレアス、コニリー・アンドレアスを含むNLP共同体のメンバーに対して訴訟を起こした。バンドラーは商標権侵害、NLPの知的財産所有権、グリンダーによる和解契約の共謀的不正干渉と不履行、永久差し止め命令を訴えた。
2000年の終わりまでに、バンドラーとグリンダーとの間である種の和解がなされた。両者は「彼らは神経言語プログラミングテクノロジーの共同開発者であり、共同創始者である。グリンダーもバンドラーもNLPの発展においてのお互いの努力と貢献を認める」とした証書を公表した。同証書には「ジョン・グリンダーとリチャード・バンドラーは、神経言語プログラミング領域に関しての両者の成果・努力について、いかなる方法でも非難しないことにお互いに同意する」とも記されている。（この証書はグリンダーとボスティック・サンクレアのWhispering in the Wind（2001）に追加資料Aとして複写が掲載されている）

## その他の研究
グリンダーとバンドラーが共同研究をやめた1980年代より、バンドラーはデザイン人間工学/DHE(tm)と神経催眠再起パターン/NHR(tm)と呼ぶ商標テクニックを開発した。バンドラーはそれらの技術がより直接的で効果的な介入としてNLPと有意差があると述べている。
この当時からの他の研究には、『神経言語プログラミング』(1985)、Magic in Action (1992) Time for a Change (1995)、Persuasion Engineering (1996) (共著　ジョン・ラバーユ) The Adventures of Anybody (1993),Conversations (2005) (共著 オーウェン・フィッツパトリック)が含まれている。リチャード・バンドラーはNLPやNHR、DHEを世界中で伝え続けている。

## 著書
- 『望む人生を手に入れよう―NLPの生みの親バンドラーが語る 今すぐ人生を好転させ真の成功者になる25の秘訣』-"Get The Life You Want" The Secrets to Quick & Lasting Change- 白石 由利奈 (翻訳), 角野 美紀 (翻訳) 、エル書房、2011年

他多数